# Cercospora beticola
Cercospora beticola is een schimmel, die behoort tot de familie Mycosphaerellaceae. De schimmel is een bladvlekkenziekte en infecteert planten, die behoren tot het geslacht Biet.
Op de bladeren ontstaan na infectie 1-3 mm grote, over het blad verspreid liggende, grijsbruine vlekjes, die later een bruinzwarte kleur krijgen. De vaak samenvloeiende vlekjes zijn omgeven door een rode zone. De schimmel infecteert het blad vanuit de grond vanaf eind juni bij temperaturen boven de 20 °C en met nachten met veel dauw. De schimmel wordt verder verspreid door opspattend regenwater.
Aan het einde van het groeiseizoen produceert de schimmel donkerbruine tot zwarte stromata op de bladeren als overlevingsstructuur. Onder gunstige natte omstandigheden worden de conidia van de stromata door opspattende regen verspreid en dringen ze het blad binnen via de huidmondjes. Deze conidia ontkiemen polycyclisch tot het einde van het groeiseizoen. De doorzichtige, naaldvormige, weinig gesepteerde conidioforen vormen de 2,5 tot 4 μm brede en 50-200 μm lange, veelcellige conidia.
Er zijn geen directe waarnemingen van seksuele sporen bij C. beticola.

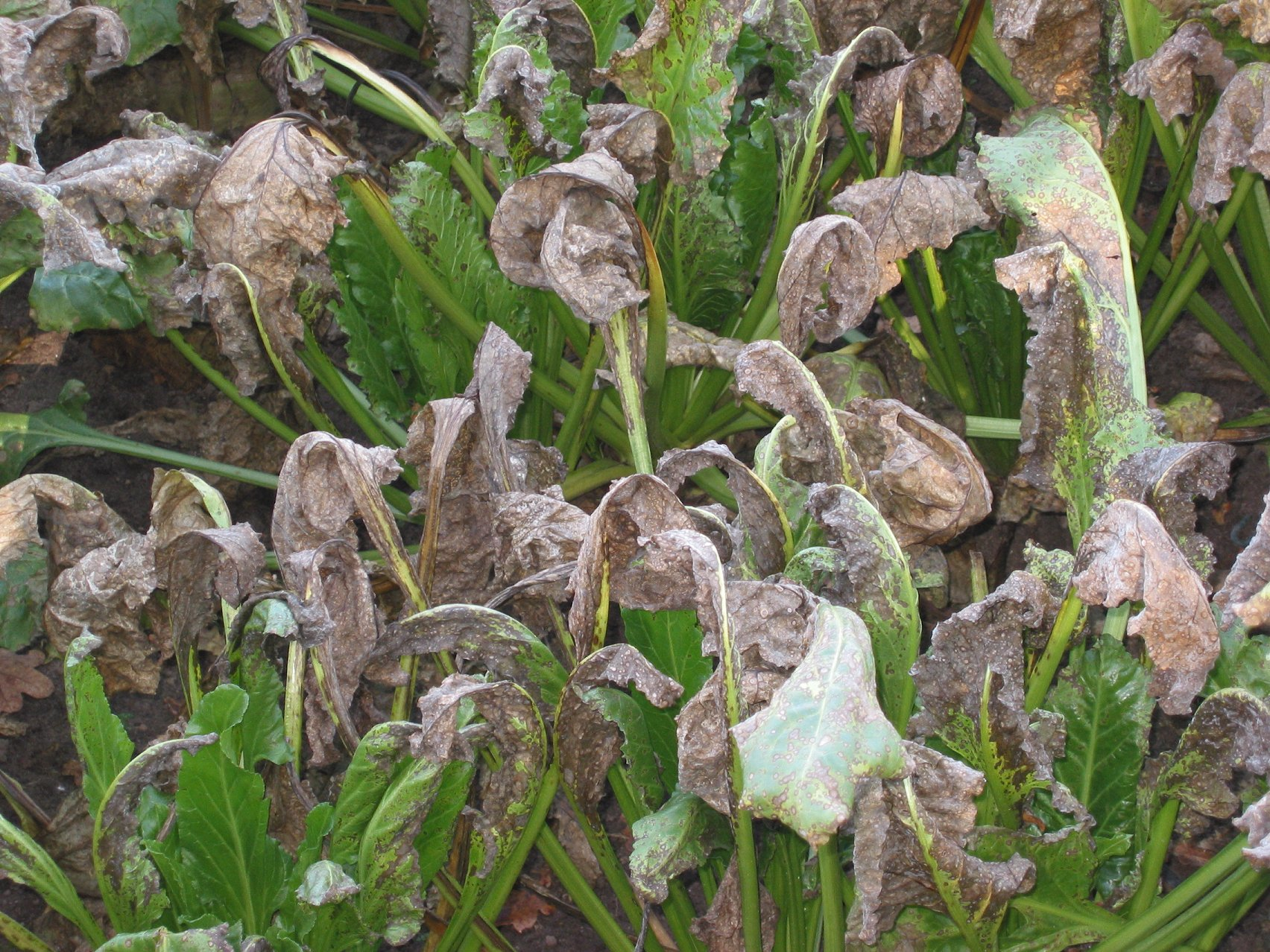
Suikerbieten met Cercospora beticola
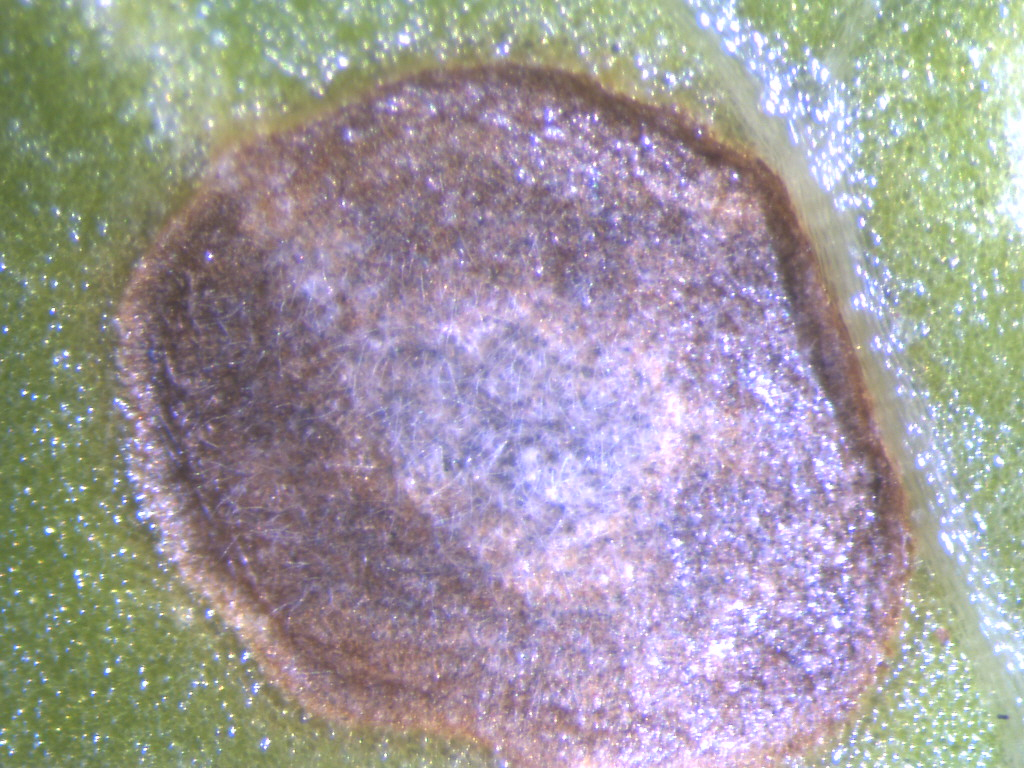
Bladvlek op spinazie
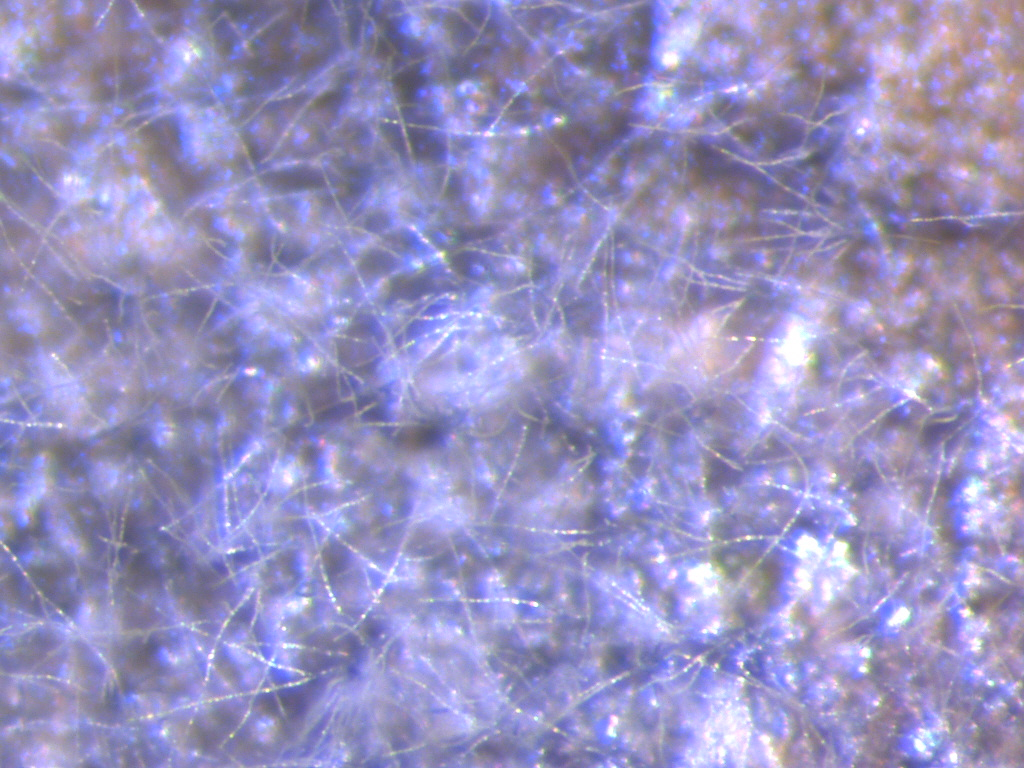
Conidia op spinazie
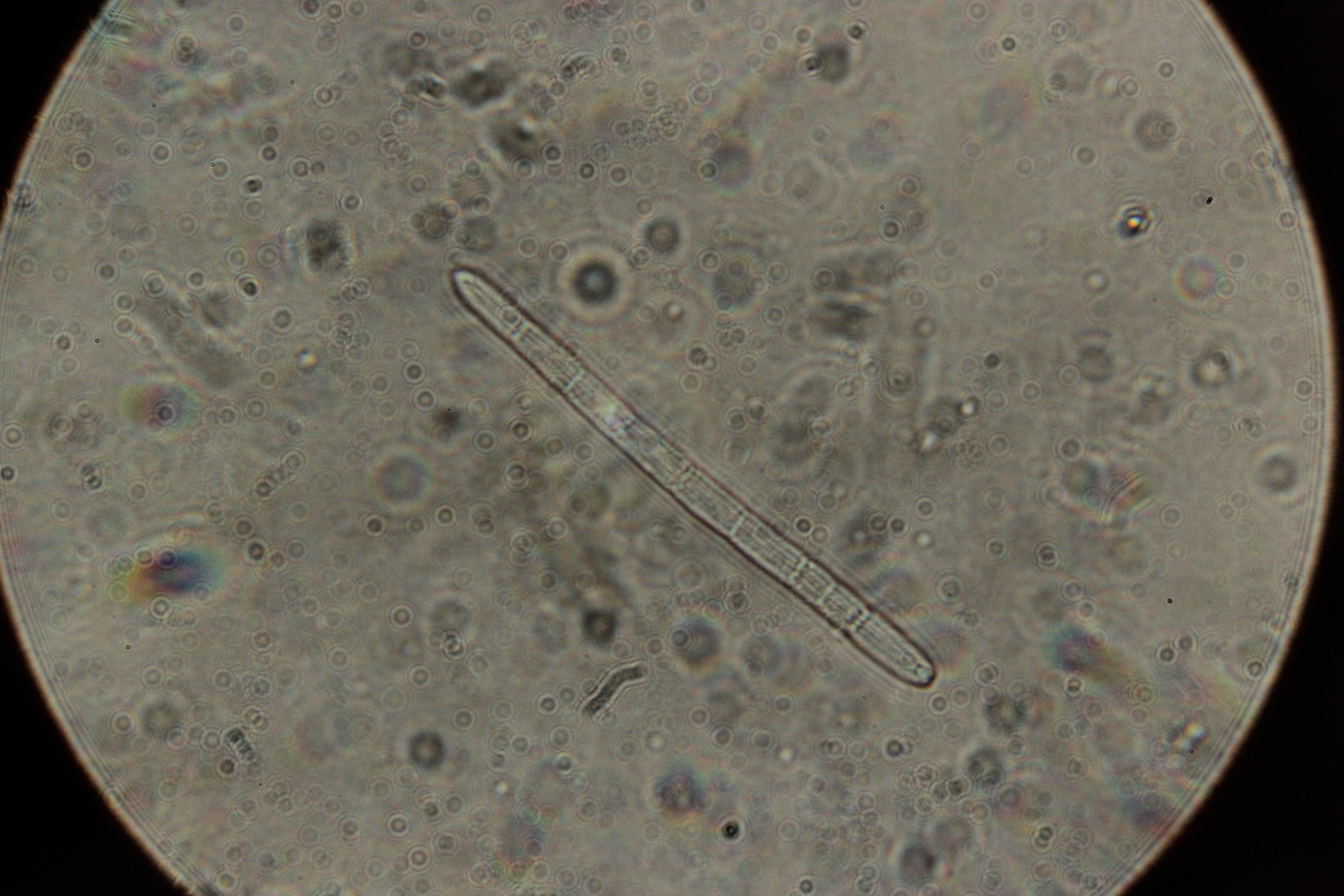
Conidium op biet